# 燕興機械
河北燕興機械有限公司，簡稱河北燕興機械、燕興機械、中國兵器河北燕興機械或中國兵器燕興機械，是在1966年成立，前身是河北燕興机械厂或國營第一三七廠，位于河北省張家口市，中国兵器工业集团公司旗下凌雲集團轄下公司。現任董事長及總裁朱京良。
主要業務表面处理生产线；具备锻、铸、机械加工、热处理、表面处理、冲压、焊接、装配、机械大修等综合配套生产规模和能力、产品以深孔加工技术为主，具有机械综合加工能力，产品为液压系列产品、石油机械配套产品（包括石油钻杆接头、石油钻机刹车盘）、建筑机械产品（包括砌块成型机械生产线和小型塔式起重机）、精密铸造产品等。此外，还生产经营电梯配件、工程机械配件等。

## 外部連結
- 河北燕興機械有限公司